# ISO/PAS 8800
Die ISO/PAS 8800 (Road vehicles – Safety and artificial intelligence) ist eine öffentlich verfügbare Spezifikation (Publicly Available Specification, PAS) der Internationalen Organisation für Normung (ISO), die inhaltlich die Minderung des Risikos von Künstlicher Intelligenz bei sicherheitsbezogenen Systemen in Straßenfahrzeugen zum Ziel hat. Damit reiht sich die Spezifikation in die technische Produktsicherheit von Straßenfahrzeugen neben anderen Normen ein und definiert hier die Anwendung von Künstlicher Intelligenz. Die Spezifikation ISO/PAS 8800 wurde im Dezember 2024 veröffentlicht.

## Inhalt
Als Inhalt beschreibt die Spezifikation folgender Bereiche für KI-Systeme in Straßenfahrzeugen:
- Ableitung von Sicherheitsanforderungen an KI-Systeme auf Basis von sicherheitsbezogenen Eigenschaften spezifischer KI-Technologie
- Berücksichtigung von Qualität und Vollständigkeit von verfügbaren Daten (für das KI-System)
- Berücksichtigung beim Trainieren von KI-Modellen
- Entwicklung von Maßnahmen zur Prävention und Minderung von sicherheitsbezogenen Fehlern
- Verifikations- und Validierungstechniken
- Benötigte Belege zur Argumentation der Sicherheit des Systems

## Verbindung zu anderen Normen
Auf bisher bestehenden Normen knüpft die Spezifikation an:
- Grundlage der Spezifikation ist die Anwendung der ISO 26262, welche ein zumutbar geringes Risiko eines elektrischen/elektronischen Fehlers des Systems als Ziel beabsichtigt.
- Zusätzlich kann mit der Anwendung der ISO 21448 die Sicherheit der beabsichtigten Funktionalität des Gesamtsystems erwirkt werden, wobei in dieser Norm KI-Systeme keine explizite Berücksichtigung finden.

Aus beiden Normen werden Wortdefinitionen (z. B. Triggering Condition) entnommen und im Umfeld von KI-Systemen genutzt.